# Lispocephala cothurnata
Lispocephala cothurnata este o specie de muște din genul Lispocephala, familia Muscidae, descrisă de Xue, Wang și Zhang în anul 2006. Conform Catalogue of Life specia Lispocephala cothurnata nu are subspecii cunoscute.